# Jean-Baptiste-Auguste-François-Marie de La Laurencie de Charras
Pour les autres membres de la famille, voir Famille de La Laurencie.
Jean-Baptiste-Auguste-François-Marie de La Laurencie de Charras (30 avril 1780, château de Neuvicq - 28 août 1857, château de Montchaude), est un homme politique français.

## Biographie
Fils de François de La Laurencie de Charras, seigneur de Neuvicq, ancien mestre de camp de cavalerie, député suppléant de la noblesse de la sénéchaussée de Saint-Jean-d'Angély aux États généraux de 1789, et d'Anne-Jeanne Roëttiers de La Chauvinerie, et gendre du marquis Charles-Antoine-Louis de Barentin de Montchal, il devint officier des gardes du corps du roi et lieutenant-colonel de cavalerie sous la Restauration.
Sa mère et sa tante furent guillotinées pendant la Terreur comme complices de l'émigration, sa famille hormis son père en mauvaise santé qui resta à Asnières ayant rejoint l'armée de Condé.
Propriétaire à Paris et en Charente, il fut élu, le 6 mars 1824, député du collège de département de la Charente.
Ultraroyaliste, il vota le milliard des émigrés, ainsi que les lois sur le sacrilège et la presse. Il ne fut pas réélu aux élections législatives de 1827.
Il décéda à Montchaude, près de Barbezieux, sans postérité.

## Sources
- « Jean-Baptiste-Auguste-François-Marie de La Laurencie de Charras », dans Adolphe Robert et Gaston Cougny, Dictionnaire des parlementaires français, Edgar Bourloton, 1889-1891 [détail de l’édition]